# Messer K 3325 + K 3324
Das Messer K 3325 + K 3324 ist ein aus Feuerstein und Elfenbein gefertigtes Prunkmesser aus der prädynastischen Periode (Naqada IId, um 3200 v. Chr.) der ägyptischen Geschichte. Er wurde Mitte der 1990er Jahre auf dem Friedhof U in Umm el-Qaab bei Abydos gefunden. Das Messer steht in seiner Motivik der Knaufseite des Messers vom Gebel el-Arak sehr nahe.

## Fundumstände
Bei diesem Prunkmesser handelt es sich bisher um das einzige bekannte Exemplar aus Abydos, das annähernd vollständig mit Griff und Klinge gefunden wurde. Es stammt aus Grab U-503 im nördlichen Zentralbereich des Friedhofs. Das Grab hat eine Länge von etwa 3 m, eine Breite von etwa 2,20 m und eine Tiefe von etwa 1,50 bis 2,00 m. Es wurde in gestörtem Zustand aufgefunden. Von der Bestattung konnten lediglich einige verworfene Knochen ausgemacht werden. Zur Grabausstattung gehörten neben dem Messer zahlreiche Keramikgefäße, weitere Flintklingen, Fragmente eines Knochenkamms, Bruchstücke eines elfenbeinernen Modellgefäßes, Perlen und ein Stück Malachit. In der oberen Verfüllung des Grabes wurden außerdem weitere Elfenbeinfragmente, ein Splitter einer Obsidianschale und weitere Perlen gefunden. Die Keramik erlaubt eine Datierung des Grabes in die Stufe Negade IId.

## Beschreibung
Das Messer hat eine Gesamtlänge von 19,3 cm. Es besteht aus einer vollständig erhaltenen Klinge in „ripple-flake“-Technik (K 3324) und einem elfenbeinernen Griff (K 3325, Abb. 5). Die Klinge hat eine Länge von 15,7 cm, eine Breite von 4,3 cm und einen Durchmesser von 0,45 cm. Die Schneide ist fein gezähnt und der Schaft beidseitig retuschiert. Sowohl am Schaft als auch im Klingenbett des Griffes wurden noch Reste einer Kittmasse gefunden. Der Griff hat eine Länge 7,65 cm, eine Breite von 4,45 cm und einen maximalen Durchmesser von 1,05 cm ohne Knauf bzw. 1,8 cm mit Knauf. Der Griff ist in seiner Grundform fast vollständig erhalten, die Oberfläche weist allerdings einige Abplatzungen auf. So fehlt das obere Stück des Knaufs und größere Teile des Dekors am unteren Griffende. Der obere Teil ist hingegen vollständig erhalten und kann trotz starker Verwitterungsspuren gut gedeutet werden. Die Dekoration ist senkrecht zur Klinge ausgeführt, wie es ansonsten nur bei den Messern vom Gebel el-Arak und vom Gebel el-Tarif belegt ist. Verbindendes Element beider Dekorseiten ist eine Schlange, die sich mehrfach um den Griff wickelt. Sie windet sich um Knauf und überkreuzt sich auf der Vorderseite. Somit teilt sie beide Seiten in vier Dreiecke, wobei nur die beiden oberen und unteren eigenständige Einheiten bilden, während die seitlichen Dreiecke mit den angrenzenden Dreiecken der gegenüberliegenden Seite zum Rhomben verschmelzen und seitenübergreifendes Dekor beinhalten.

### Vorderseite
Auf der Vorderseite hat sich in drei Dreiecken Dekor erhalten. Die Füllung des oberen Dreiecks hingegen ist verloren. Im Unteren ist im oberen Zwickel ein nach links blickender Strauß dargestellt. Unter ihm ist ein Löwe mit aufgerichtetem Schwanz beim Reißen eines Beutetiers abgebildet. Dieses Tier ist zum größten Teil zerstört. Zu erkennen sind noch der Hinterleib, auf den der Löwe seine Pranke legt, und ein Horn, das rechts an die gewundene Schlange grenzt. Bei dem Tier dürfte es sich also um einen Steinbock handeln, der seinen Kopf zum Löwen zurückwendet. Das linke Dreieck beinhaltet zwei Tiere. Das obere ist ein stehender Capride, um dessen Hals ein Lasso geschlungen ist, das zu einem auf der gegenüberliegenden Seite befindlichen Jäger gehört. Unter dem Capriden befindet sich ein liegender Steinbock. Der Bereich über dem Capriden ist zerstört, bietet aber Platz für ein weiteres Tier. Vielleicht war hier ursprünglich ein Jagdhund abgebildet. Das Dekor im rechten Dreieck ist sehr ähnlich. Zentrale Figur ist wieder ein Capride. Dieser wird von einem Speer im Rücken getroffen, der zu einem wiederum auf der Rückseite befindlichen Jäger gehört. Unterhalb des Capriden steht ein Jungtier. Der Bereich oberhalb ist auch hier gestört, es ist allerdings noch die Rückenlinie eines dritten Tieres zu erkennen, bei dem es sich vielleicht auch um einen Jagdhund handelt.

### Knaufseite
Der Erhaltungsgrad der Knaufseite ähnelt dem der Vorderseite. Der Inhalt des oberen Dreiecks ist fast völlig zerstört. Ein minimaler Rest stellt vielleicht einen Vogelkopf dar. Darüber sind die Reste des Schlangenkopfes und -schwanzes erkennbar. Im unteren Dreieck hat sich lediglich rechts der Schwanz eines Tieres erhalten. Da der Schwanz relativ dick und das Dreieck sehr flach ist, würde hier am ehesten ein Krokodil passen. Im linken Dreieck ist ein stehender Jäger dargestellt, der einem auf der gegenüberliegenden Seite abgebildeten Capriden einen Speer in den Rücken stößt. Im rechten Dreieck ist ebenfalls ein Jäger dargestellt, der einen auf der gegenüberliegenden Seite befindlichen Capriden mit einem Lasso eingefangen hat.